# Neeruti (Kadrina)
Neeruti – wieś w Estonii, w prowincji Virumaa Zachodnia, w gminie Kadrina.